# Al-Qatt Al-Asiri
Al-Qatt Al-Asiri (também chamado de pintura nagash ou pintura majlis), é um estilo de decoração da arte árabe. Origina-se na decoração dos majlis (salas da frente de casas árabes tradicionais) na província de Asir na Arábia Saudita . Estas pinturas murais, tipicamente em forma de murais ou afrescos, apresentam desenhos geométricos em cores brilhantes. Chamadas Nagash, em árabe, pinturas de parede são muitas vezes consideradas uma marca de orgulho para uma mulher, constituindo um elemento essencial da identidade cultural da região.
Este estilo artístico foi inscrito na lista do Patrimônio Cultural Imaterial da Humanidade da Unesco em 2017 com o nome Al-Qatt Al-Asiri.
Os desenhos geométricos e as linhas pesadas parecem ser adaptados dos padrões têxteis e de tecido da área cultural em que surgiram.